# 賭俠大戰拉斯維加斯
《賭俠大戰拉斯維加斯》是一部1999年上映的香港喜劇片，為《賭俠1999》的續集，王晶執導，劉德華、陳百祥、林熙蕾和郁芳领衔主演；李菲特别介绍；張家輝、南燕特别演出；萬梓良特别友情主演。香港收获1777万港币，位列香港年度华语片第五位。

## 劇情簡介
故事承接《賭俠1999》，化骨龍之妹去了加拿大读书。賭俠阿King與化骨龍二人在擊敗馬交文後，成為老千拍檔。再加上化骨龍的表哥阿叻，三人合作在大眼文的地下賭場騙了一大筆錢。在逍遙快活時不料大眼文派人來追殺他們，在海邊酒店將化骨龍綁架抓走。
而阿King及阿叻則被人帶到了中方高層面前。原來中方要僱傭他們去賭城拉斯維加斯完成一個任務：去抓回過去多少年在中國境內承建了许多豆腐渣工程，进而盗取了大量财产后逃到美国的大建筑商Peter朱，並帶回四十億贓款。因為Peter朱在那裡有美國政客及黑幫的撐腰所以無法用外交和法律途徑引渡他回來，只得派幾個賭場高手去抓回天天泡在赌场的他。事成之後會給二人1.2亿豐厚的酬勞。阿King為救回化骨龍急需巨款3千万還給大眼文，所以接受了任務與阿叻二人趕赴拉斯維加斯。
阿King和阿叻到賭城后遇到阿扁和曉心两位美女，经过四人设计的美人计和在King友成人片导演Handsome Wu的鼎力协助下，终于将Peter朱带回大陆，并取回贓款。阿King也因此与阿扁成为恋人。

## 角色
| 演員   | 角色              | 備註 |
| 劉德華 | 阿King            | 化骨龍之師父 叻之朋友 與扁一見鍾情 Peter朱之天敵                                                               |
| 陳百祥 | 叻                | 化骨龍表哥 King之朋友 在扁及小心面前冒充李嘉誠私生子 對「X家鏟」一詞有過敏反應，聽到就會發狂打人 Peter朱之天敵 |
| 林熙蕾 | 扁                | 中方从台湾请来帮助King及叻完成任务的帮手 與King一見鍾情                                                        |
| 郁芳   | 小心              | 中方从台湾请来帮助King及叻完成任务的帮手 化骨龍喜歡對象                                                        |
| 萬梓良 | Peter朱（朱培琨） | 本片終極大反派 在中國大陸興建豆腐渣工程後盜取大筆款項的建築商 最後於King與Handsome Wu設局下被捕                |
| 張家輝 | 化骨龍            | King之弟子 叻之表弟 喜歡小心 於開段因與King及叻聯手出千贏走大頭文的錢而被其幫派手下擄走，於結尾被獲救          |
| 李菲   | 菲菲              | Peter朱的女人，後反目 最後轉做污點證人指證Peter朱                                                              |
| 王晶   | Handsome Wu       | 成人片导演 King之朋友                                                                                          |
| 南燕   | 大眼文            | |

## 歌曲
| 曲別   | 歌名         | 作曲   | 作詞   | 演唱   |
| 主题曲 | 《心只有你》 | 劉祖德 | 劉德華 | 劉德華 |

## 玩牌类型
- 鋤大弟：香港玩的
- 百家樂：赌城玩的

## 戲內金句
- 阻人哋扑嘢死咗會俾人燒春袋㗎，噢！Sorry,轉返去英文台。Do remember! You disturbed me fucking, your spring pocket will be barbecuED! Get out!
- 屎做既米奇老鼠,你見過未,你食過未呀,我加左雲喱拿㗎！Go!
- 煙King照我茶煙飯，沖涼揼骨靠蛇花，供車供樓就憑俘虜，一隻大Dee養全家

## 外部連結
- 開眼電影網上《賭俠大戰拉斯維加斯》的資料（繁體中文）
- 豆瓣电影上《賭俠大戰拉斯維加斯》的資料 （简体中文）
- 时光网上《賭俠大戰拉斯維加斯》的資料（简体中文）
- AllMovie上《賭俠大戰拉斯維加斯》的资料（英文）
- 爛番茄上《賭俠大戰拉斯維加斯》的資料（英文）
- 香港影庫上《賭俠大戰拉斯維加斯》的資料（繁體中文）
- 互联网电影数据库（IMDb）上《賭俠大戰拉斯維加斯》的资料（英文）